# Am Tunnel
Am Tunnel és una galeria d'art contemporani, situada en un túnel a la ciutat de Luxemburg, al sud de Luxemburg. La galeria es troba en una part subterrània d'una casamata de la fortalesa antiga de la ciutat, a la part nord del barri Gare. Es connecta a l'antiga seu de Banque et Caisse d'Épargne de l'État (BCEE), el tercer gran banc amb seu a Luxemburg.

## Museu - galeria d'art
El 1987, el BCEE va posar en marxa un pla per estendre l'antiga casamata, amb la intenció de connectar quatre edificis del banc que es trobaven en el lloc. La possible utilització del propi túnel es va debatre, i la idea es va formar per donar forma a una galeria d'art. La construcció va començar el 1992, i la galeria es va inaugurar el 1993. Està principalment dedicada a acollir obres de més d'un centenar d'artistes de Luxemburg, en particular del fotògraf Edward Steichen, a qui es dedica una col·lecció permanent. Tanmateix, la galeria allotja també retrospectives d'altres artistes.